# Mozart Lago
Mozart Brasileiro Pereira do Lago (Nova Friburgo, 17 de outubro de 1888 – Rio de Janeiro, 3 de abril de 1974) foi um jornalista e político brasileiro.
Filho de Américo Vespúcio Pereira do Lago e de Emília Carneiro Pereira do Lago. Casou com Maria Pereira do Lago. Bacharel em direito em 1911. Em Nova Friburgo, deu início aos estudos no Externato Peres, no qual realizou toda a sua formação básica. Em 1901, foi aceito no Colégio Anchieta, lugar em que iniciou seus artigos jornalísticos, principalmente para o jornal "O Friburguense".
Em 1907, fez uma mudança para o Rio de Janeiro (que era considerado Distrito Federal, na época), e começou a cursar a Faculdade de Ciências Jurídicas e Sociais. Em sua vida universitária, ministrava aulas particulares no Externato Santo Inácio, ensinando português e aritmética, além de trabalhar em alguns jornais e revistas que existiam na época.
Como jornalista e aspirante à política, participou nesse mesmo período, da Campanha Civilista, movimento que defendia a candidatura de Rui Barbosa à presidência da República, como oposição ao marechal Hermes da Fonseca. Seu bacharel foi concluído em 1911, em direito. 
Em outubro de 1950 foi eleito senador pelo Distrito Federal pelo Partido Social Progressista (PSP), assumindo o mandato em fevereiro de 1951. Por ter obtido menor número de votos que Napoleão de Alencastro Guimarães, candidato do Partido Trabalhista Brasileiro (PTB), coube-lhe um mandato de apenas quatro anos — não de oito como era habitual — para completar o mandato de Luís Carlos Prestes, que teve o mandato cassado em janeiro de 1948. Em janeiro de 1955, concluído o seu mandato, deixou o Senado Federal.